# 留学生30万人計画
留学生30万人計画（りゅうがくせいさんじゅうまんにんけいかく）とは、福田康夫元総理が「日本を世界に開かれた国とし、人の流れを拡大していくために重要である」として、第169回国会（平成20年1月）の施策方針演説の中で打ち出したことにより、2008年7月29日文部科学省によって策定された計画の一つ。

## 概要
日本が世界に対してより開かれた国へと発展する「グローバル戦略」の一環として2020年に日本国内の外国人留学生を30万人に増やすというもの。外国人に対して日本の大学への入り口と卒業後の社会の受け入れ態勢の改善などを行うなどといった政策を実施することにより日本社会そのもののグローバル化を目指すとしている。
2018年12月31日時点において、337,000人の外国人留学生がおり中国13万人ベトナム8万人とアジアが多くを占める。